# Anica Kovač
Anica Kovač, da nubile Anica Martinović (Berlino Ovest, 3 marzo 1976), è una modella croata, eletta Miss Croazia 1995.

## Biografia
Ha rappresentato la Croazia a Miss Mondo 1995 il 18 novembre 1995 a Sun City, in Sudafrica. In occasione del concorso di bellezza internazionale, la Kovač ha ottenuto il titolo di Regina Continentale d'Europa, le fasce di Best World Dress Designer e Best National Costume e si è classificata alla seconda posizione, dietro soltanto alla vincitrice, la venezuelana Jacqueline Aguilera Marcano. La prestazione di Anica Kovač a Miss Mondo 1995, rappresenta il migliore piazzamento mai ottenuto dalla Croazia nella storia del concorso.
È sposata con il calciatore Robert Kovač dal 2001. Insieme la coppia ha avuto tre figli.